# Lapithos (Königreich)
Koordinaten: 35° 21′ 21″ N, 33° 11′ 44″ O

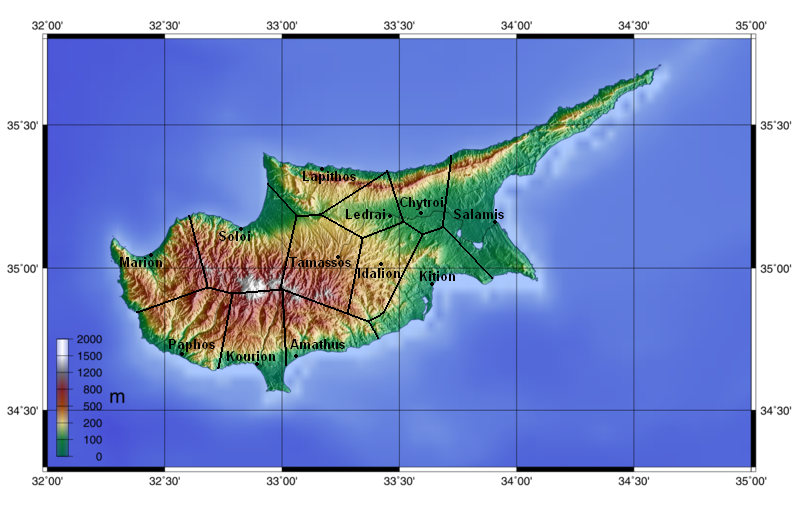
Die eisenzeitlichen Königreiche auf Zypern, mit Lapithos im Norden

Lapithos, altgriechisch Λάπηθος, war ein eisenzeitliches Stadtkönigreich an der Nordküste Zyperns, in der heutigen Türkischen Republik Nordzypern.

## Geschichte
Assyrische Inschriften aus der Zeit von Assurhaddon nennen Lapithos als eines der elf Königreiche der Insel (Ia') in der Provinz von „Iadnan(n)a“ (Zypern), während es auf der Kition-Stele noch nicht erwähnt wird.
In persischer Zeit siedelten sich hier Phönizier an. Eine Inschrift aus dem 4. Jahrhundert nennt einen Tempel in Lapithos für Götter aus Byblos. Pseudo-Skylax sieht Lapithos als phönizische Gründung.
Der letzte König von Lapithos, Praxippos, wurde 312 v. Chr. durch Ptolemaios I. von Ägypten unterworfen.
Nach Strabo indes wurde Lapithos von Siedlern aus Sparta begründet (Geographika 14, 682). 29 n. Chr. wurde hier ein Altar für Tiberius errichtet.

## Liste der Könige von Lapethos
Folgende Herrscher sind aus Diodor und von Münzfunden belegt, ihre Abfolge wurde auf Grund stilistischer Erwägungen rekonstruiert:
- Demonikos I.
- Sidqimilk, bis 499/8 (?)
- Andr...
- Demonikos II.
- ....ippos ?
- Berekšemeš
- Praxippos, 312 v. Chr. durch Ptolemaios I. abgesetzt

## Geschichte der Ausgrabungen
1931 führte Bert Hodge Hill für die Universität von Pennsylvania Ausgrabungen auf einem Friedhof in der Stadt Lapithos durch.